# 905

سنة 905 كانت سنة بسيطة تبدأ يوم الثلاثاء (سوف يظهر الرابط التقويم الكامل للعام) حسب التقويم اليولياني.

## أحداث
- بأوامر من الإمبراطور دايغو، كي نو تسورايوكي بالإضافة إلى أربع شعراء يبدأون بتجميع كوكين واكاشو مجموعة الأشعار الإمبراطورية.

## مواليد
- أبو المسك كافور